# Jichi-shō
Das Jichi-shō (jap. 自治省, wörtlich „Ministerium für Selbstverwaltung“; engl. Ministry of Home Affairs) war ein japanisches Ministerium mit Kabinettsrang. Es existierte von 1960 bis 2001 und war für die regionale Selbstverwaltung, insbesondere die Präfekturfinanzen, sowie unter anderem den Katastrophenschutz und die Organisation von Wahlen zuständig.
Die 1949 als Außenstelle des Amts des Premierministers eingerichtete „Behörde für lokale Selbstverwaltung“ (地方自治庁, chihō-jichi-chō) wurde 1953 mit der Wahlaufsichtskommission (選挙管理委員会, senkyo-kanri-iinkai) zusammengelegt und zur „Behörde für Selbstverwaltung“ (jichi-chō) mit Kabinettsrang aufgewertet. 1960 wurde diese nach dem Zusammenschluss mit der Katastrophenschutzbehörde (bōshō-chō) zum Ministerium. Bei der Reform der Zentralregierung 2001 wurde das Jichi-shō mit dem Ministerium für Post und Telekommunikation zum Ministerium für Innere Angelegenheiten und Kommunikation vereinigt.